# Jackie Moore
Jackie Moore (* 1946 in Jacksonville, Florida; † 8. November 2019) war eine US-amerikanische Soul- und Disco-Sängerin. Sie wurde unter anderem durch den Hit Precious, Precious (1970) und den Disco-Klassiker This Time Baby (1979) bekannt.

## Karriere
Jackie Moore nahm bereits Ende der 1960er für die Label Shout und Wand Singles auf, die allerdings kommerziell kaum erfolgreich waren. Erst ein Wechsel zu Atlantic brachte den erhofften ersten Hit: Precious, Precious erreichte 1970 zwar nur einen Platz 30 in den amerikanischen Charts, wurde aber mit Gold ausgezeichnet. In den R&B-Hitlisten von Billboard stand Moore damit in den Top-15. Fortan erlangte sie den Ruf einer „ausdrucksstarken R&B-Sängerin“ (Taurus Press), die vor allen Dingen „durch warme Soul-Balladen gefiel“. Weitere Aufnahmen erschienen noch bis 1973 bei Atlantic, darunter auch Moores erste LP Sweet Charlie Babe mit dem gleichnamigen Southern-Soul-Hit. Es folgte eine Zusammenarbeit mit dem Label Kayvette, die einen weiteren R&B-Erfolg mit Make me Feel Like a Woman (1975) ermöglichte.
Ein Jahr später gehörte Moore zu den zahllosen Soul-Stars, die ihr Glück mit Disco-Musik versuchten: Die Single Disco Body (Shake It to the East, Shake It to the West) schaffte es in die R&B-Top-40. 1979, nach einem Wechsel zu Columbia, feierte Moore einen großen Hit in den amerikanischen Disco-Charts: This Time Baby platzierte sich an der Spitze. Auch Großbritannien nahm die Single zur Kenntnis (Platz 49). An diesen Erfolg konnte Moore nicht mehr anknüpfen, sie blieb dem Disco-Genre jedoch auch in den 1980er Jahren treu. Allerdings wechselte sie häufig die Plattenfirma. Kleinere Erfolge gelangen ihr noch mit Helpless und How’s Your Life Baby (beide 1980).

## Diskografie

### Studioalben
- 1973: Sweet Charlie Babe
- 1975: Make Me Feel Like a Woman
- 1979: I’m on My Way
- 1980: With Your Love
- 1994: Precious, Precious: The Best of
- 2015: The Complete Atlantic Recordings

### Singles
| Jahr | Titel Album                           | Höchstplatzierung, Gesamtwochen, AuszeichnungChartplatzierungen (Jahr, Titel, Album, Platzierungen, Wochen, Auszeichnungen, Anmerkungen) | Höchstplatzierung, Gesamtwochen, AuszeichnungChartplatzierungen (Jahr, Titel, Album, Platzierungen, Wochen, Auszeichnungen, Anmerkungen) | Anmerkungen                         |
| Jahr | Titel Album                           | UK | US | Anmerkungen                         |
| ---- | ------------------------------------- | --- | --- | ----------------------------------- |
| 1970 | Precious, Precious Sweet Charlie Babe | — | US30 Gold · (15 Wo.)US | Erstveröffentlichung: November 1970 |
| 1973 | Sweet Charlie Babe                    | — | US42 (12 Wo.)US | Erstveröffentlichung: Juni 1973     |
| 1979 | This Time Baby So Full of Love        | UK49 (5 Wo.)UK | — | Erstveröffentlichung: August 1979   |